# Власов Володимир Григорович
Володимир Григорович Вла́сов (нар. 5 лютого 1927, Одеса — пом. 15 липня 1999, Одеса) — український живописець; член Спілки радянських художників України з 1957 року. Батько художника Олександра Власова.

## Біографія
Народився 5 лютого 1927 року в місті Одесі (нині Україна). 1947 року з відзнакою закінчив Одеське художнє училище, де навчався у Миколи Павлюка, Леоніда Мучника, Миколи Шелюто; 1953 року — Московський художній інститут (майстерня Дмитра Мочальського. Дипломна робота — картина «Майбутні офіцери».
Після закінчення навчання повернкувся до Одеси. З 1965 року жив в будинку на вулиці Торговій, № 2, квартира 13. На будинку йому встановлена меморіальна дошка. Помер в Одесі 15 липня 1999 року.

## Творчість
Працював в галузі станкового живопису. Автор тематичних картин в традицях соцреалізму, портретів, пейзажів. Серед робіт:
- «Майбутні офіцери» (1953);
- «Одинока гармонь» (1957);
- «У полудень» (1957);
- «До трудового життя» (1958);
- «Підводники» (1960);
- «Сіяч» (1963—1967);
- «Прикордонники» (1965);
- «Стара козача церква» (1968, полотно, олія);
- «П. Кравченко» (1968, полотно, олія);
- «Дари моря» (1968);
- «На майдані» (1968—1972);
- «Човни» (1969);
- «Михайло Божій» (1969, полотно, олія);
- «Архітектор В. Голод» (1970);
- «Сталінград» (1971);
- «Батьківщина» (1972—1975);
- «Літо» (1974);
- «Житомирщина. Тетерів» (1974);
- «Житомирські далі» (1976);
- «Вечір» (1976);
- «Син» (1978);
- «У морі» (1984);
- «Безсмертя» (1987);
- «До нових берегів» (1989);
- «Місто поблизу моря» (1990);
- «Я. Галкер» (1999).

Брав участь у республіканських виставках з 1954 року, всесоюзних — з 1953 року, зарубіжних — з 1966 року. Персональні виставки відбулися в Одесі у 1963, 1989, 1997 роках, Києві у 1963, 1989 роках, Кишиневі у 1963 році.
Окремі роботи художника зберігаються в Національному художному музеї України в Києві, Одеському художньому музеї.

## Відзнаки
- Почесна грамота Президії Верховної Ради УРСР;
- Заслужений художник УРСР з 1972 року.